# Chemi Doron
Chemi Doron (hebrejsky: חמי דורון) je izraelský politik a bývalý poslanec Knesetu za stranu Šinuj.

## Biografie
Narodil se 16. října 1956 ve městě Rišon le-Cijon. Sloužil v izraelské armádě, kde získal hodnost Sergeant Major (Rav Samal Mitkadem). Vystudoval politologii na Telavivské univerzitě a právo na College of Management. Živil se jako právník v pojišťovnictví. Hovoří hebrejsky a anglicky.

## Politická dráha
V letech 1993–1994 byl delegátem na Sionistické kongresu. V letech 1993–2002 zasedal v samosprávě města Rišon le-Cijon.
V izraelském parlamentu zasedl po volbách do Knesetu v roce 2003, v nichž nastupoval za stranu Šinuj. Byl členem výboru pro zahraniční záležitosti a obranu, výboru pro imigraci, absorpci a záležitosti diaspory, výboru práce, sociálních věcí a zdravotnictví, výboru pro zahraniční dělníky a výboru pro záležitosti vnitra a životního prostředí. Předsedal podvýboru pro vyhlašování stavu nouze.
Ke konci volebního období došlo ve straně Šinuj k rozkolu, při kterém ji opustila většina poslaneckého klubu včetně Dorona a založila novou politickou formaci Chec. Již krátce poté ale Chemi Doron opouští i tuto frakci a zakládá spolu s parlamentním kolegou Eli'ezerem Sandbergem novou stranu nazvanou ha-Bajit ha-le'umi. Ta ještě před volbami do Knesetu v roce 2006 splynula s Likudem, ale mandát pro Dorona nezískala.